# Will Robson Emilio Andrade
Will Robson Emilio Andrade (nacido el 15 de diciembre de 1973) es un exfutbolista brasileño que se desempeñaba como delantero.

## Trayectoria

### Clubes
| Club                | País   | Año         |
| ------------------- | ------ | ----------- |
| Atlético Paranaense | Brasil | 1992        |
| Remo                | Brasil | 1994        |
| Atlético Paranaense | Brasil | 1996 - 1998 |
| Oita Trinita        | Japón  | 1998 - 2000 |
| Consadole Sapporo   | Japón  | 2001        |
| Yokohama F. Marinos | Japón  | 2002        |
| Consadole Sapporo   | Japón  | 2003        |
| Oita Trinita        | Japón  | 2003        |
| Wuhan Huanghelou    | China  | 2004 - 2005 |
| América             | Brasil | 2006        |
| Al-Sailiya          | Catar  | 2007 - 2008 |

## Estadística de carrera

### J. League
| Club                | Año   | J. League | J. League | Copa J. League | Copa J. League | Total | Total |
| Club                | Año   | Part.     | Goles     | Part.          | Goles          | Part. | Goles |
| ------------------- | ----- | --------- | --------- | -------------- | -------------- | ----- | ----- |
| Oita Trinita        | 1999  | 30        | 18        | 4              | 0              | 34    | 18    |
| Oita Trinita        | 2000  | 29        | 22        | 2              | 0              | 31    | 22    |
| Consadole Sapporo   | 2001  | 26        | 24        | 2              | 2              | 28    | 26    |
| Yokohama F. Marinos | 2002  | 24        | 14        | 6              | 2              | 30    | 16    |
| Consadole Sapporo   | 2003  | 4         | 4         | -              | -              | 4     | 4     |
| Oita Trinita        | 2003  | 16        | 2         | 0              | 0              | 16    | 2     |
| Total               | Total | 129       | 84        | 14             | 4              | 143   | 88    |